# Сложена функција
Сложена или посредна функција од аргумента {\displaystyle x}, преко међуаргумента {\displaystyle u} је функција са законом кореспонденције {\displaystyle y=f(g(x))}, чију област дефинисаности чини скуп оних вредности аргумената {\displaystyle x}, за које {\displaystyle u=g(x)} припада области дефинисаности функције {\displaystyle y=f(u)}.
Симбол {\displaystyle y=f(g(x))} означава два пресликавања {\displaystyle x} --> {\displaystyle u} --> {\displaystyle y}. Он има смисла ако {\displaystyle u=g(x)} припада области дефинисаности функције {\displaystyle y=f(u)}. У супротном, ако {\displaystyle u=g(x)} не припада области дефинисаности функције {\displaystyle y=f(u)}, онда симбол {\displaystyle y=f(g(x))} нема смисла и не означава сложену функцију.
Сложена функција може имати и више, односно, два, три или уопште коначан број међуаргумената. Свака сложена функција може се разложити на ланац узастопних пресликавања, односно функција у којима ће између функције у и аргумента x посредовати коначан број међуаргумената, због чега се сложена функција назива и посредна функција.

## Примери
- Композиција функција на коначном скупу: Ако је f = {(1, 1), (2, 3), (3, 1), (4, 2)}, и g = {(1, 2), (2, 3), (3, 1), (4, 2)}, онда је g ∘ f = {(1, 2), (2, 1), (3, 2), (4, 3)}, као што је приказано на слици.
- Композиција функција на бесконачном скупу: Ако је f: R → R (где је R скуп свих реалних бројева) дат са f(x) = 2x + 4 и g: R → R је дато са g(x) = x3, онда:(f ∘ g)(x) = f(g(x)) = f(x3) = 2x3 + 4, и (g ∘ f)(x) = g(f(x)) = g(2x + 4) = (2x + 4)3.
- Ако је висина авиона у тренутку  t једнака a(t), а ваздушни притисак на висини x је p(x), онда је (p ∘ a)(t) притисак око авиона у тренутку t.

## Особине
Композиција функција је увек асоцијативна — особина наслеђена из састава релација. Односно, ако су f, g, и h уклопљиви, онда је f ∘ (g ∘ h) = (f ∘ g) ∘ h. Пошто заграде не мењају резултат, углавном се изостављају.
У строгом смислу, композиција g ∘ f је смислена само ако је кодомен f једнак домену g; у ширем смислу, довољно је да први буде подскуп другог. Штавише, често је подесно прећутно ограничити домен f, тако да f производи само вредности у домену g. На пример, композиција g ∘ f функција f : R → (−∞,+9]  дефинисана са f(x) = 9 − x2 и g : [0,+∞) → R дефинисана са {\displaystyle g(x)={\sqrt {x}}} може се дефинисати на интервалу [−3,+3].
Каже се да функције g и f комутирају једна са другом ако је g ∘ f = f ∘ g. Комутативност је посебно својство, које се постиже само одређеним функцијама, и то често у посебним околностима. На пример, |x| + 3 = |x + 3| само када је x ≥ 0. На слици је приказан још један пример.
Састав један-на-један (ијективних) функција је увек један-на-један. Слично, композиција функција субјективног пресликавања је увек на. Из тога следи да је композиција две бијекције такође бијекција. Инверзна функција композиције (претпостављена инверзибилна) има својство да је (f ∘ g)−1 = g−1∘ f−1.
Деривати композиција које укључују диференцибилне функције могу се наћи помоћу правила ланца. Више изводе таквих функција даје Фа ди Брунова формула.

## Композициони моноиди
Претпоставимо да се разматрају две (или више) функција f: X → X, g: X → X које имају исти домен и кодомен; ово се често назива трансформацијама. Тада се могу формирати здружени ланци трансформација, као што је f ∘ f ∘ g ∘ f. Такви ланци имају алгебарску структуру моноида, који се називају трансформациони моноид или (много ређе) композициони моноид. Генерално, трансформациони моноиди могу имати изузетно компликовану структуру. Један посебно значајан пример је де Рамова крива. Скуп свих функција f: X → X назива се полугрупа пуне трансформације или симетрична полугрупа'' на X. (Заправо могу се дефинисати две полугрупе у зависности од тога како се дефинише операција полугрупе као лева или десна композиција функција.)
Ако су трансформације бијективне (а самим тим инвертибилне), онда скуп свих могућих комбинација ових функција формира групу трансформација; и може се рећи да је група генерисана овим функцијама. Основни резултат теорије група, Кејлијева теорема, у суштини наводи да је свака група заправо само подгрупа пермутационе групе (до изоморфизма).
Скуп свих бијективних функција f: X → X (званих пермутације) формира групу у односу на композицију функције. Ово је симетрична група, која се понекад назива и композицијска група.
У симетричној полугрупи (свих трансформација) налази се и слабији, нејединствен појам инверзне вредности (која се назива псеудоинверзном вредности) јер је симетрична полугрупа регуларна полугрупа.